# Parque Nacional de Namdapha
O Parque Nacional Namdapha é o maior parque nacional da Índia. Está localizado nas margens do rio Bramaputra, no distrito de Changlang em Arunachal Pradesh. Fica perto da fronteira Índia-Mianmar. O rio Noa-Dihing corre através do parque.
Existe no parque um santuário de pássaros e uma reserva para a proteção dos tigres.